# 平准基金
平准基金（英語：Stabilization Fund），又称干预基金（英語：Intervention Fund），是指政府或中央银行通过法定或行政方式所建立的公有基金，旨在对特定国内经济活动或国内市场进行稳定或干预，以保护国内经济免受外部和内部影响所带来的冲击与波动。其中“平准”一词来自于均输平准。在股市平准基金的情况下，政府或中央银行可以通过对证券市场逆向操作以达到稳定证券市场的目的，其运作机制近似公开市场操作。